# Янгурчинська сільська рада
Янгурчи́нська сільська рада (рос. Янгурчинский сельский совет) — муніципальне утворення у складі Стерлібашевського району Башкортостану, Росія. Адміністративний центр — село Янгурча.

## Населення
Населення — 916 осіб (2019, 1092 в 2010, 1207 в 2002).

## Склад
До складу поселення входять такі населені пункти:
| Населений пункт         | Населення, осіб (2002) | Населення, осіб (2010) |
| ----------------------- | ---------------------- | ---------------------- |
| Банковка, присілок      | 26                     | 26                     |
| Верхній Гулюм, присілок | 226                    | 218                    |
| Каранаєво, присілок     | 93                     | 82                     |
| Турмаєво, село          | 434                    | 378                    |
| Янгурча, село           | 428                    | 388                    |